# Victor Amédée de La Fage
Pour les articles homonymes, voir Saint-Huruge (homonymie).
Victor Amédée de La Fage, marquis de Saint-Huruge, né le 21 décembre 1738 et baptisé le 2 janvier 1739 à Ougy, mort le 9 germinal an IX (30 mars 1801) à Paris, est un agitateur politique français.

## Biographie
Saint-Huruge hérite en 1738 de la fortune de son grand-père Victor-Amédée I de la Fage, qui s'était opposé au mariage de ses parents, Philibert-Joseph de La Fage et dame Jeanne Pagès de Vitrac, et les avait déshérités. Il renonce à la carrière militaire  et se marie avec une comédienne du nom de Mercier. Mais celle-ci étant convoitée par l’intendant de Bourgogne Amelot, ce dernier le fit enfermer au château de Vincennes, puis à Charenton. Libéré grâce à l'intervention de ses sœurs et d'amis du parlement de Dijon, il se réfugie en Angleterre.
De retour en France en 1789, partisan de Philippe-Égalité, il devint l’un des agitateurs du Palais-Royal. Il poursuivit une carrière d’orateur et d’agitateur sous la Révolution où, selon le mot de Lamartine, « il était à lui seul une sédition ». Lié à Danton, il est arrêté sous la Terreur et en garda un profond ressentiment pour les Jacobins. Il est mort en le 9 germinal an IX (30 mars 1801) dans un garni au 8 de la rue Gît-le-Cœur, laissant une fille unique Claire-Sophie de La Fage.